# Lingala
Het Lingala is een Bantoetaal (C30 in Guthries classificatie) met ongeveer 20 miljoen eerstetaalsprekers en 20 à 25 miljoen tweedetaalgebruikers. Het Lingala wordt gesproken in en rond Kinshasa, de hoofdstad van de Democratische Republiek Congo (DRC), aan de Kongostroom tussen Kinshasa en Kisangani en in alle stedelijke centra van de centraal-westelijke en noordwestelijke delen van het land. Het is ook de moedertaal van vele inwoners van Brazzaville en Pointe-Noire (in de aangrenzende Republiek Congo), in het noorden van Angola (in concurrentie met het Kikongo), van de Centraal-Afrikaanse Republiek en van Zuid-Soedan. 

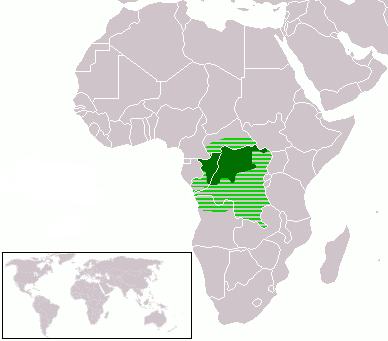
Taalgebied van het Lingala

## Geschiedenis
De taal heeft een roerige geschiedenis. Tot de processen die de taal in de loop van de afgelopen 150 jaar beïnvloed hebben, behoren: allerlei soorten vermenging, gedwongen gebruik, geforceerde uitbreiding van woordenschat en aanpassing van grammatica, grote veranderingen in de gebruikersgroepen (verkeerstaal, taal van de kolonist, taal van de hoofdstad, moedertaal, taal van de muziek), en naamsveranderingen.
De wortels van het Lingala liggen in het Bobangi, dat in de jaren 1870-1900 een belangrijke vissers- en handelstaal was in het riviergebied van boven Kinshasa tot aan het tegenwoordige Lisala. Na de stichting van de Kongo-Vrijstaat (in 1879, onder leiding van Henry Morton Stanley) door de Belgische Koning Leopold II, kwamen er veel buitenlandse soldaten, bestuurders, kolonisten en handelaars het gebied binnen. Zij maakten gebruik van Afrikaanse, maar niet uit de regio komende tolken die de verschillende vormen van het Lobangi leerden. Na verloop van tijd gingen de blanken ook zelf deze dynamische verkeerstaal gebruiken. Het werd de officiële taal van het leger en in alle nieuw gestichte koloniale posten langs de rivier de Kongo werd de taal door het koloniale bestuur gebruikt. Zo ook in Léopoldville, dat in 1923 uitgeroepen werd tot hoofdstad van de kolonie en dat na de dekolonisatie hernoemd werd tot Kinshasa.
Tegen het einde van de 19e eeuw begonnen de blanken de taal "Bangala" te noemen. De term Bangala (letterlijk (mensen) "van de rivier") was echter al in gebruik als etnoniem, voor de mensen die bovenstrooms van de hoofdstad langs de rivier de Kongo wonen. Om verwarring te voorkomen werd rond de eeuwwisseling door katholieke missionarissen de naam "Lingala" gekozen, waarschijnlijk geïnspireerd door de omringende talen die allemaal een "li"-prefix hadden voor taalnamen (wat het Lingala zelf overigens niet heeft). Een aantal missionarissen vonden het Lingala in zijn toenmalige vorm niet geschikt voor taken als evangelisatie en onderwijs en pasten de taal daarom aan hun noden aan door ze uit te breiden met woorden en grammatica van omringende Congolese talen. Zo werd het Lingala steeds meer een kunsttaal.
In de loop van de 20e eeuw maakte deze naam opgang en raakte ze algemeen geaccepteerd.
Deze missionarissen bemoeiden zich niet alleen met de naam van de taal; ze werkten aan een project om de taal weer "echt Bantoe" te maken. Ze produceerden geïdealiseerde grammatica's en woordenboeken en introduceerden deze versie van de taal via het onderwijs. Omdat de invloed van hun genootschap, de Congregatio Immaculatae Cordis Mariae (CICM), niet overal even groot was slaagden hun pogingen maar ten dele. Het Lingala dat gesproken werd in Kinshasa en in centraal-westelijke delen van de regio werd nauwelijks beïnvloed.
In het postkoloniale tijdperk werd de positie van het Lingala verstevigd en breidde de taal zich ook geografisch uit. Daar zijn drie belangrijke redenen voor aan te wijzen:
1. het leger: Lingala was de taal die gebruikt werd in het leger door het hele land.
2. politiek: Lingala werd door de enige partij Mouvement Populaire de la Révolution intensief gebruikt om het volk te mobiliseren. Verder werd in de hoofdstad Kinshasa (het bestuurlijke centrum) Lingala gesproken.
3. muziek: Lingala is de taal waarin de teksten van bijna alle populaire muziek (soukous en rumba) geschreven worden en heeft als zodanig veel invloed in de maatschappij. Ook dat heeft weer te maken met de hoofdstad: Kinshasa heeft de infrastructuur voor de muziekindustrie.

Met name in de stedelijke gebieden van de Democratische Republiek Congo, in het oosten van de Republiek Congo, in de Centraal-Afrikaanse Republiek en op handelsroutes in Gabon en Kameroen fungeert Lingala nog steeds als lingua franca, en tegenwoordig is het ook de moedertaal van miljoenen mensen, vooral in de tegenover elkaar gelegen miljoenensteden Kinshasa en Brazzaville. Hierbij zijn er duidelijke taalverschillen met het klassieke Lingala en ook tussen de steden onderling.